# Krul
 (décembre 2022).
Pour les articles homonymes, voir Krul (homonymie).

Krul.

Le krul (« boucle » en néerlandais) est un symbole pour noter les travaux scolaires ou pour montrer que l'on a vu et accepté un paragraphe.
Le krul est apparu au début du XIXe siècle.
Ce symbole est rarement utilisé en dehors des Pays-Bas, à l'exception des Caraïbes néerlandaises et d'anciennes colonies néerlandaises ou zones d'influences néerlandaises comme l'Indonésie, l'Afrique du Sud, le Suriname et la Flandre en Belgique.